# کارلوس آستوریاس
کارلوس آستوریاس (انگلیسی: Carlos, Prince of Asturias) فرزند ارشد فلیپه دوم، پادشاه اسپانیا و وارث تاج و تخت آستوریاس بود.